# Егунов, Андрей Николаевич
Андрей Николаевич Егунов (псевдоним Андрей Николев; сентябрь 1895, Ашхабад — 3 октября 1968, Ленинград) — русский писатель, поэт и переводчик, литературовед.

## Биография
Родился в семье военного, по общепринятой версии 14 (26) сентября, по другим данным — 13 (25) сентября 1895 года. Окончил Тенишевское училище (1913). В 1918 г. окончил классическое отделение историко-филологического факультета Петербургского (Петроградского) университета; среди учителей особенно ценил С. А. Жебелёва, знатока и переводчика Платона.
Входил в переводческий кружок филологов-классиков АБДЕМ (А. В. Болдырев, А. И. Доватур, А. М. Миханков и Э. Э. Визель), издал перевод «Законов» Платона (1923), участвовал в коллективных переводах античных романов — «Эфиопики» Гелиодора и «Левкиппы и Клитофонта» Ахилла Татия.
В 1930 году женился на Тамаре Владимировне Даниловой, брак продолжался до её смерти.
В 1931 вышел его роман «По ту сторону Тулы» (в 1960-е Егунов дал ему подзаголовок «советская пастораль»). Другой роман того времени, «Василий остров», пока не обнаружен. Кроме филологов-классиков Егунов был дружен с М. А. Кузминым, К. К. Вагиновым, Ю. Юркуном.
В 1931—1932 годах преподавал в Военно-морском инженерном училище им. Ф. Э. Дзержинского, руководил английским чтением курсантов, особенно во время учебного плавания в Швецию летом 1932 года.
20 января 1933 года Егунов был арестован по делу Р. В. Иванова-Разумника и выслан из Ленинграда в деревню Подгорное Томской области. В 1938, после ссылки, лишенный ленинградской прописки, он поселился в Новгороде; в 1940 начал вести латынь и греческий в университете, приезжая в Ленинград на несколько часов.
По данным историка И. Г. Ермолова, во время немецкой оккупации Новгородской области в 1942 году Егунов стал заведующим Новгородским отделом народного образования, в лекциях для учителей популяризовал отношения средневекового Новгорода и Германии, проводил ревизию библиотечных фондов города, изымая коммунистическую литературу. Позже был вывезен в Германию, в Нойштадт. В 1945—1946 годах преподавал немецкий язык в советских танковых частях в Берлине. 25 сентября 1946 года (в канун своего дня рождения) бежал в американский сектор, был выдан американцами, приговорён Особым совещанием к 10 годам лагерей (отбывал наказание в Западной Сибири и Казахстане).
После освобождения в 1956 году жил в Ухте, затем смог возвратиться в Ленинград.
25 июня 1956 года женился вторым браком на Анне Николаевне Васильевой (по первому браку Гипси). Жил вместе с женой и двумя пасынками в коммунальной квартире на улице Петра Лаврова. Пасынок — писатель Дмитрий Балашов.
В 1960 году получил комнату на Вёсельной улице, дом 10, квартира 18.
Pаботал в Институте истории естествознания и техники при Ломоносовском музее, затем в Пушкинском Доме, переводил античных авторов (продолжал переводы из Платона и подготовил новую редакцию «Эфиопики»), написал и опубликовал монографию «Гомер в русских переводах XVIII—XIX веков» (1964).
В 1960-е в доме Егунова в Гавани собирались филологи, переводчики, близкие друзья: А. К. Гаврилов, Г. Г. Шмаков, Ю. М. Пирютко, Л. Н. Чертков, Т. Н. Никольская. Одному из друзей — В. И. Сомсикову — Егунов завещал свой архив.
Первые публикации стихов Егунова состоялись на Западе — в сборнике «Советская потаённая муза» (Мюнхен, 1961, сост. Б. Филлипов) и в альманахе «Часть речи» (Нью-Йорк, 1980, подготовил Г. Г. Шмаков).
Егунов скончался 3 октября 1968 в Ленинграде. Похоронен на Северном кладбище в Парголове.

## Основные работы

### Монографии
- Гомер в русских переводах XVIII—XIX веков. М.; Л.: Наука, 1964; переиздание М.: Индрик, 2001.

### Переводы с древнегреческого
- Диалоги Платона: «Законы» (1923)[3] и «Федр» (1965)[10]. Переводы диалогов «Государство» (1971) и «Послезаконие» (1972) опубликованы посмертно[11].
- Филострат Жизнеописания софистов (отрывки). / Пер. А. Егунова. // Поздняя греческая проза. / Сост. С. Поляковой. М.: ГИХЛ. 1961. С. 503—509.
- Филострат. Письма. / Пер. А. Егунова. // Поздняя греческая проза. / Сост. С. Поляковой. М.: ГИХЛ. 1961. С. 509—513.
- Ахилл Татий Александрийский, Левкиппа и Клитофонт. Пер. А. Б. Д. Е. М., под ред. Б. Л. Богаевского; вступ. ст. А. В. Болдырева. (Серия «Всемирная литература»). М.: ГИ. 1925. 192 с.
- Гелиодор «Эфиопика». / Пер. А. Болдырева (кн. I, X), А. Доватура (кн. II, IX), А. Егунова (кн. III, VIII), А. Миханкова (кн. IV, VII), Э. Визеля (кн. V, VI); Вступ. ст. и коммент. А. Егунова. — М.; Л.: Academia. 1932. — 491 с. — (Сер.: «Сокровища мир. лит-ры»).

### Поэзия и проза
Поэзия и проза Егунова, публиковавшаяся под псевдонимом Андрей Николев, по большей части не сохранилась; известны
- роман «По ту сторону Тулы» (Л.: Издательство писателей в Ленинграде, 1931; переиздан в выпуске «А» журнала «Русская проза» (СПб., 2011), переиздан в издательстве «Носорог» в (М., 2022)).
- поэма «Беспредметная юность» (две редакции: 1933 и 1936; сводная публикация и комментарии Массимо Маурицио, 2008)
- сборник стихов «Елисейские радости», дважды (1993 и 2001) опубликованный Г. А. Моревым.
- Андрей Николев (Андрей Н. Егунов). Собрание произведений. — Wien: Wiener Slawistischer Almanach, SBd. 35, 1993. / Под редакцией Глеба Морева и Валерия Сомсикова (Электронное переиздание: München, 2012).